# Список синглов № 1 в США (Billboard)
Список синглов № 1 в США (Billboard Hot 100 #1) включает синглы (песни), которые по итогам еженедельных хит-парадов Hot 100 журнала Billboard занимали в нём первые места (Number 1). В современном виде хит-парад создан в США в 1958 году и в настоящее время при составления общего рейтинга синглов учитываются продажи на физических носителях, интернет-скачивания и прослушивания и просмотр видео.
Известный российский музыкальный обозреватель Борис Барабанов назвал Billboard Hot 100 главным в США хит-парадом, а составляющий его журнал определил как «самое авторитетное СМИ американской музиндустрии».

## Общая методика подсчёта
В современном виде хит-парад создан в США в 1958 году, когда из методики подсчёта популярности были исключены ротация на радиостанциях и в музыкальных автоматах. Вплоть до 1998 года, хит-парад был основан исключительно на результатах продаж синглов в музыкальных магазинах США. В 1998 журнал снова начал учитывать популярность песен на радиостанциях при составлении своего чарта, и поэтому слово «синглы» (Singles) в названии хит-парадов было заменено на «песни» (Songs).
С 12 февраля 2005 в чарте Billboard Hot 100 стали учитывать продажу цифровых загрузок через интернет-сервисы, такие как iTunes Store, Musicmatch (Yahoo! Music) и Rhapsody. Впервые журнал Billboard начал учитывать результаты сетевых продаж в on-line магазинах в интернете (цифровые загрузки, или «Digital download») ещё в 2003 году в своём отдельном цифровом чарте Hot Digital Tracks, однако тогда их ещё не включали в общий Hot 100 и этот чарт (как отдельный от Hot Digital Songs) подсчитывал каждую версию песни отдельно (и до сих пор этот чарт существует параллельно с Hot Digital Songs).
С 11 августа 2007 года Billboard начал учитывать еженедельные данные от стриминговых (streaming media) и on-demand сервисов при составлении рейтинга Hot 100. Первыми двумя крупными компаниями предоставившими свою статистику для Nielsen BDS стали AOL Music и Yahoo! Music. 24 марта 2012 года журнал Billboard впервые представил новый чарт On-Demand Songs, а его данные начал инкорпорировать при составлении Hot 100.
С октября 2012 года в подсчёт были включены данные потоковой передачи данных (streaming data) от таких интернет-сервисов, как Spotify, Muve, Slacker, Rhapsody, Rdio, Xbox Music и другие.
Расширение чарта Streaming Songs произошло в январе 2013 года, когда добавили вэб-радио потоки от таких служб, как Spotify и MySpace, а также аудио-записи по запросам on-demand.
С 20 февраля 2013 года стали учитывать просмотры видеоклипов на сервисе YouTube. При этом учитываются и официальные видеоклипы и все другие (пользовательские ролики), в которых в качестве саундтрека используются лицензированные аудиозаписи. С 15 августа 2015 года для подсчёта рейтинга альбомов и синглов служба Nielsen Music добавила сервис Apple Music. Ранее для составления чартов учитывали стриминговые сервисы Amazon Prime, Apple Music, Beats Music, Google Play, Medianet, Rdio, Rhapsody, Slacker, Tidal, Spotify и Groove Music Pass (бывший Xbox Music).
C февраля 2021 года при подсчёте баллов начали учитывать стрим-потоки платформ Audiomack, Sonos Radio и Sonos Radio HD, теперь они входят в данные, которые используются в чартах Hot 100, Billboard 200, Artist 100 и Billboard Global 200, а также во всех других американских и глобальных чартах Billboard, которые включают потоковые данные.
Все данные интегрируются в общем хит-параде Hot 100 и во всех использующих его методику составления жанровых чартах — Hot Country Songs, Hot R&B/Hip-Hop Songs, R&B Songs, Rap Songs, Hot Latin Songs, Hot Rock Songs и Dance/Electronic Songs.
Формула составления рейтинга The Hot 100, стартовавшая с 2013 года составляется на основе данных продаж (35–45%), радиоэфиров (30–40%) и стриминга (20–30%), причём это процентное соотношение может изменяться в разные недели.

## Компоненты для составления общего рейтинга
- Hot 100 Airplay: радиоэфирный чарт Billboard на основе учёта данных около 1,000 радиостанций различных жанров (включая adult contemporary, R&B, хип хоп, кантри, рок, госпел, форматы Latin и Christian). Цифровой мониторинг проводится каждый 24 часа в сутки все 7 дней в неделю. Отдельные жанровые чарты учитывают количество проигрываний в радиоэфире каждой песни: Rock Airplay, Country Airplay, Rap Airplay, Christian Songs, Latin Airplay, Mainstream Top 40, Adult Contemporary, Adult Top 40, Alternative Songs, Triple A, Active Rock, Heritage Rock, Mainstream Rock, Mainstream R&B/Hip-Hop, Rhythmic, Adult R&B, Christian AC Songs, Gospel Songs, Dance Airplay, и Smooth Jazz Songs[16].
- Hot Singles Sales: чарт Billboard по продажам в магазинах, включая интернет-магазины по данным Nielsen SoundScan, учитывает физические носители.
- Hot Digital Songs: чарт цифровых продаж по данным Nielsen SoundScan.
- Streaming Songs: чарт интернет-прослушиваний и просмотров, составляемый Billboard совместно с Nielsen SoundScan и National Association of Recording Merchandisers, который учитывает стриминговые радио-песни, on-demand песни и просмотры видео ведущих онлайновых музыкальных сервисов (введён с 19 января 2013 года)[17].

Все эти компоненты вместе используются при составлении основного объединённого американского хит-парада песен Billboard Hot 100 и отдельных жанровых чартов Hot R&B/Hip-Hop Songs, R&B Songs, Rap Songs, Hot Country Songs, Hot Rock Songs, Hot Dance/Electronic Songs, Hot Christian Songs и Hot Gospel Songs (и ещё внежанровый Bubbling Under Hot 100 Singles).

### Трекинг времени
Еженедельные хит-парады составляются на основе следующего трекинга времени. С 17 июля 2021 года для компиляции еженедельного хит-парада используются следующие параметры: неделя отслеживания продаж (sales), потоковой передачи (streaming) и радиоэфиров (airplay) начинается в пятницу и заканчивается в следующий четверг. Раньше радиоэфиры отслеживались с понедельника по воскресенье, но начиная с чарта от 17 июля 2021 года неделя была скорректирована для точного согласования по времени с двумя другими показателями. Новый чарт составляется и официально публикуется в Billboard во вторник. Каждый чарт имеет дату выпуска с «окончанием недели» через четыре дня после премьеры их в Интернете (то есть в следующую субботу). Например:
- Пятница, 1 января - начинается неделя отслеживания продаж, потоковой передачи и радиоэфиров
- Четверг, 7 января - окончание для отслеживания продаж, трансляций и радиоэфиров
- Вторник, 12 января - выпущен новый чарт с выпуском, датированным субботой, 16 января.

При этом топ-10 Hot 100 и другие основные моменты по-прежнему будут публиковаться каждый понедельник после полудня (за исключением недель, на которые повлияли праздничные дни) в еженедельных обзорах топ-10 на сайте. billboard.com и в социальных сетях, а полные чарты будут продолжать обновляться на billboard.com каждое утро вторника.

## Период до Hot 100
27 июля 1940 года в США появился первый общенациональный чарт из 10 позиций «National List of Best Selling Retail Records» для определения наиболее популярных музыкальных треков. Он позиционировался как сервис ретейлеров. Для этого собирались цифровые данные о продажах музыкальных записей в магазинах от Нью-Йорка до Лос-Анджелеса, в том числе от Sears, Roebuck & Co. (Чикаго), J.B. Branford Piano Co. (Милуоки) и Nolen’s Radio Service Shop (Бирмингем, Алабама). Томми Дорси возглавил первый такой хит-парад самых популярных записей с песней «I’ll Never Smile Again». С участием вокала Франка Синатры этот хит был на вершине 12 недель. Одновременно, ещё один хит Дорси был на № 8, а песня его брата Джимми Дорси стала № 2. Сразу три песни Гленна Миллера вошли в первую десятку лучших треков top 10.
- Первый чарт top 10 — 27.07.1940

№ 1 — «I’ll Never Smile Again» — Tommy Dorsey

№ 2 — «The Breeze and I» — Jimmy Dorsey

№ 3 — «Imagination» — Glenn Miller

№ 4 — «Playmates» — Kay Kyser

№ 5 — «Fools Rush In» — Glenn Miller

№ 6 — «Where Was I?» — Charlie Barnet

№ 7 — «Pennsylvania 6-5000» — Glenn Miller

№ 8 — «Imagination» — Tommy Dorsey

№ 9 — «Sierra Sue» — Bing Crosby

№ 10 — «Make Believe Island» — Mitchell Ayres
1940
1941
1942
1943
1944
1945
1946
1947
1948
1949
1950
1951
1952
1953
1954
1955
1956
1957

## Период Hot 100
4 августа 1958 года произошло объединение ранее публиковавшихся журналом Billboard четырёх отдельных чартов: Best Sellers in Stores (по продажам синглов в магазинах), Most Played by Jockeys (по частоте проигрывания песен по радио), Most Played in Jukeboxes (по частоте проигрывания песен в музыкальных автоматах Jukeboxes) и Top 100 (комбинированный список, учитывающий продажи, радиоэфир и Jukeboxes). Все они образовали единый Billboard Hot 100. Позднее стали учитывать не только продажи физических носителей и радиоэфиры, но и интернет-скачивания, видеопросмотры на Youtube и стриминг.
1958
1959
1960
1961
1962
1963
1964
1965
1966
1967
1968
1969
1970
1971
1972
1973
1974
1975
1976
1977
1978
1979
1980
1981
1982
1983
1984
1985
1986
1987
1988
1989
1990
1991
1992
1993
1994
1995
1996
1997
1998
1999
2000
2001
2002
2003
2004
2005
2006
2007
2008
2009
2010
2011
2012
2013
2014
2015
2016
2017
2018
2019
2020
2021
2022
2023
2024
2025

## Другие хит-парады
- Списки альбомов № 1
  - Список альбомов №1 в США
  - Списки кантри-альбомов № 1
  - Список R&B альбомов № 1
- Списки синглов № 1
  - Список кантри-хитов №1
  - Список хитов №1 в чарте Mainstream Rock Tracks
  - Список хитов №1 в чарте Hot R&B/Hip-Hop Songs
  - Список хитов №1 в чарте Alternative Songs
- Другие списки хитов
  - Список наиболее быстро продаваемых за неделю альбомов в США
  - Список самых продаваемых альбомов в США
  - Исполнители, одновременно возглавлявшие хит-парады США и Великобритании
  - Список рекордов Billboard Hot 100
  - Список кантри-рекордов Billboard
- Технические списки хитов (компоненты Hot 100)
  - Radio Songs (с 1984—)
  - Digital Songs (с 2005—)
  - Streaming Songs (с 2013—)